# L-arabinosio 1-deidrogenasi
La L-arabinosio 1-deidrogenasi è un enzima appartenente alla classe delle ossidoreduttasi, che catalizza la seguente reazione:
L-arabinosio + NAD+ ⇄ L-arabinono-1,4-lattone + NADH + H+